# Карлос Естуардо Мерида
Карлос Естуардо Мерида (ісп. Carlos Estuardo Mérida; нар. 27 березня 1978) — гватемальський футзаліст. Воротар клубу «Глюкосорал» і збірної Гватемали.
У складі збірної Гватемали брав участь у трьох чемпіонатах світу, на кожному з яких був основним воротарем: на ЧС-2000 провів три матчі, на ЧС-2008 4 матчі , на ЧС-2012 3 матчі. Став одним з головних героїв збірної на переможному для неї чемпіонаті КОНКАКАФ 2008 року (5 матчів, 1 гол, і ще забив післяматчевий пенальті у фіналі). Також грав і на чемпіонаті КОНКАКАФ 2012 року (2 матчі), де став віце-чемпіоном. Відзначився дублем на Панмамериканських іграх 2007 року у матчі проти збірної США.

## Титули і досягнення
- Чемпіон Гватемали з футзалу - 1 раз
- Чемпіон КОНКАКАФ: 2008
- Віце-чемпіон КОНКАКАФ: 2012
- Найкращий воротар чемпіонату КОНКАКАФ: 2008